# Chó săn lội nước Spaniel Anh
Chó săn lội nước Spaniel Anh là một giống chó đã tuyệt chủng kể từ đầu của thế kỷ 20, với cá thể cuối cùng được nhìn thấy trong những năm 1930. Nó được biết đến với việc sử dụng trong săn bắn chim nước và để có thể lặn như một con vịt. Giống chó này được mô tả là khá tương đồng với giống chó Collie hoặc một kết quả của viêc lai chéo giữa chó Poodle và chó Springer Spaniel lông xoăn và thường có bộ lông màu trắng và màu gan/vàng-nâu.

## Săn bắn
Những bức tranh của Henry Bernard Chalon và Ramsay Richard Reinagle đều thể hiện những Chó săn lội nước Spaniel Anh làm việc với chủ nhân của chúng để săn vịt. Một bức tranh chạm khắc bởi Henry Thomas Alken Snr. cho thấy một Chó săn lội nước Spaniel Anh có vẻ bề ngoài hơi khác lạ, nhưng cũng là một bằng chứng củng cố khả năng trợ việc trong các chuyến săn bắn của giống chó này bằng cách một lần nữa thể hiện chó săn lội nước Spaniel Anh trợ giúp công việc săn vịt. Trong Kho lưu trữ của Sportsman (1820), tác giả khuyên rằng nếu một người muốn săn vịt hoặc bất kỳ loại chim nước nào khác, thì người thợ săn có thể sử dụng giống chó phù hợp nhất cho việc này và đó là giống chó săn lội nước Spaniel Anh.
Loài này được mô tả là bơi lội và lặn như vịt và chúng đủ thông minh để tránh bị dụ dỗ vào những nơi vịt làm tổ. Tác giả mô tả những con chó tốt nhất của giống chó này là những con có tai dài có lông trắng dưới bụng và quanh cổ nhưng có mảng lông màu nâu ở lưng.